# Renate Matthaei
Renate Matthaei (* 6. November 1928 in Köln-Lindenthal) ist eine deutsche Literaturwissenschaftlerin, Verlagslektorin, Herausgeberin und Autorin.

## Ausbildung
Renate Matthaei besuchte von 1935 bis 1939 die Volksschule und sodann bis zur 1944 kriegsbedingt erfolgten Unterbrechung ihrer Schullaufbahn die Städtische Oberschule für Mädchen in Köln. Nachdem sie 1946 den Schulbesuch in Bielefeld wiederaufnehmen konnte, legte sie dort 1949 an der Cecilienschule die Reifeprüfung ab. Anschließend studierte sie – mit einem einsemestrigen Abstecher an die Universität Freiburg im Breisgau – die Fächer Germanistik, Geschichte und Philosophie an der Universität zu Köln. Zu ihren akademischen Lehrern gehörten die Literaturwissenschaftler Richard Alewyn und Wilhelm Emrich. 1960 wurde sie mit einer Arbeit über das „Mythische“ in Werken des Romantikers Clemens Brentano promoviert.

## Lektoratsarbeit
Von 1960 bis 1993 wirkte Renate Matthaei als Lektorin für deutschsprachige Literatur im Kölner Verlag Kiepenheuer & Witsch. Anfang der 1960er Jahre entdeckte sie den Autor Rolf Dieter Brinkmann und hat ihn in der Folge – teilweise in Zusammenarbeit mit ihrem Lektoratskollegen Dieter Wellershoff – betreut. Brinkmanns Gedicht Tritt im Band Die Piloten von 1968 liest sich als Einladung an Renate Matthaei zu einer Diskussion über ästhetische Fragen und beginnt mit den apostrophierenden Versen: „Tritt // ein, Matthaei / und setz dich / hin, wir müs- // sen […] reden“. Sie brachte Werke von Wilhelm Reich und Ronald D. Laing ins Verlagsprogramm. Später hat sie auch Heinrich Böll lektoriert. Mit dem Einsturz des Kölner Stadtarchivs sind viele Zeugnisse ihrer Arbeit für den Verlag Kiepenheuer & Witsch abhandengekommen.

## Werk
Wenn Renate Matthaei Ende der 1960er und in den 1970er Jahren mit literaturkritischen Einsätzen hervortritt, so geschieht dies nicht nur in publizistischen Medien wie der FAZ oder dem Merkur. Vielmehr legt sie 1970 mit Grenzverschiebung – in Form einer „Montage“ – einen großen Überblick über neue experimentelle und engagierte Tendenzen der deutschen Gegenwartsliteratur jenseits der Gruppe 47 vor: von H. C. Artmann und Konrad Bayer bis zu Oswald Wiener, Ror Wolf und Wolf Wondratschek. Als Seitenstück hierzu initiiert sie, angeregt durch Rolf Dieter Brinkmann, einen Band mit experimentellen Essays: Trivialmythen:
„Der Plan war, mit diesem Buch die Rückkoppelung zwischen dem ‚fiktionalisierten‘ Environment und der Literatur zu erleichtern. Denn die triviale Künstlichkeit unseres Milieus, täglich als ‚Natur‘ (‚Leben aus erster Hand‘) proklamiert, fordert eine zweite Künstlichkeit heraus, die die erste verdoppelt und distanziert.“ (Vorwort zu Trivialmythen)
Dieses Buch bringt, ebenfalls 1970, der März Verlag auf den Markt. Zu den Beiträgern gehören – neben Brinkmann selbst, der einen „Fotoessay“ beisteuert – Elfriede Jelinek, Friederike Mayröcker, Uwe Nettelbeck und Ror Wolf.
Seit 2000 hat Renate Matthaei insbesondere zu Fragen der Kölner Folklore und Kulturgeschichte gearbeitet, etwa über den kölschen Jeck und zuletzt über Sulpiz Boisserées Projekt der Vollendung des Kölner Doms.

## Publikationen (Auswahl)
- Luigi Pirandello. Friedrich, Velber bei Hannover 1967; 2. Aufl.: dtv 1972; englische Übersetzung von Simon and Erika Young: Ungar, New York 1973, ISBN 0-8044-2592-2.
- Die verhinderte Humanisierung der Sexualität. In: LIT. Das Literatur-Magazin im Verlag Kiepenheuer & Witsch 1 (Herbst 1968), S. 21–23.
- Grenzverschiebung. Neue Tendenzen in der deutschen Literatur der 60er Jahre. Hrsg. von Renate Matthaei. Kiepenheuer & Witsch, Köln / Berlin 1970.[12]
- Trivialmythen. Hrsg. von Renate Matthaei. März, Frankfurt am Main 1970.
- Die subversive Madonna. Ein Schlüssel zum Werk Heinrich Bölls. Hrsg. von Renate Matthaei. Kiepenheuer & Witsch, Köln 1975, ISBN 3-462-01046-8.
- Matronen, heilige Jungfrauen und wilde Weiber. Zur Geschichte der Kölner Weiberfastnacht. Landpresse, Weilerswist 2001, ISBN 3-935221-05-3.
- Der kölsche Jeck. Zur Karnevals- und Lachkultur in Köln. Mit einem Vorwort von Hartmut Priess. Dabbelju, Köln 2009, ISBN 978-3-939666-11-0.
- Sulpiz Boisserée und die Vollendung des Kölner Doms. Eine Biographie. Books on Demand, Norderstedt 2016, ISBN 978-3-7392-3517-2.